# Edmond Laguerre

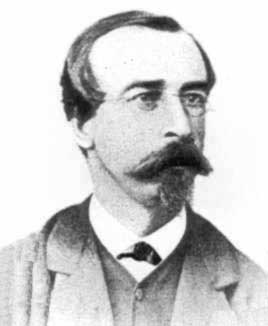
Edmond Laguerre

Edmond Nicolas Laguerre, Bar-le-Duc 9 april 1834 - Bar-le-Duc 14 augustus 1886, was een Franse wiskundige en lid van de Académie française. Zijn belangrijkste werk lag op het terrein van de meetkunde en complexe functietheorie, maar hij deed ook onderzoek naar orthogonale polynomen, in het bijzonder de naar hem genoemde laguerre-polynomen, en was in 1867 een van de eersten die met lineaire vergelijkingen en stelsels lineaire vergelijkingen werkte.